# کلیسای انجیلی در آلمان
کلیسای انجیلی در آلمان (آلمانی: Evangelische Kirche in Deutschland) فدراسیونی از بیست کلیسا و مذهب مسیحی لوتری، اصلاحگرا (کالوینیسم) و متحد پروتستان منطقه ای در آلمان است، که در مجموع اکثریت قریب به اتفاق پروتستان‌های این کشور را تشکیل می‌دهد. در ۲۰۱۶، این کلیسا ۲۱٬۹۲۲٬۰۰۰ عضو، یا۲۶٫۷٪ از جمعیت آلمان را داشت. این کلیسا پس از کلیسای انگلستان و کلیسای مسیح در کنگو یکی از بزرگترین بدنه‌های مذهبی ملی پروتستان در جهان است.